# Adina Kottige, Shimoga
Adina Kottige là một làng thuộc tehsil Shimoga, huyện Shimoga, bang Karnataka, Ấn Độ.